# Dobšiná
Dobšiná es un municipio del distrito de Rožňava en la región de Košice, Eslovaquia, con una población estimada a final del año 2024 de 5169 habitantes.
Se encuentra ubicado al oeste de la región, cerca de la frontera con la región de Banská Bystrica y Hungría.

## Demografía
| Año        | 1994 | 2004    | 2014     | 2024    |
| ---------- | ---- | ------- | -------- | ------- |
| Población  | 4695 | 5103    | 5671     | 5169    |
| Diferencia |      | +8,69 % | +11,13 % | −8,85 % |

| Año        | 2023 | 2024    |
| ---------- | ---- | ------- |
| Población  | 5154 | 5169    |
| Diferencia |      | +0,29 % |